# Денесьево
Денесьево — деревня в Рамешковском районе Тверской области.

## География
Находится в восточной части Тверской области на расстоянии менее 1 км на запад по прямой от районного центра поселка Рамешки.

## История
В 1678 году в деревне Денесьево вотчины Троице-Сергиева монастыря было 3 крестьянских двора. В 1709 году — 2 жилых двора. В 1859 году в государственной русской деревне Денесьево 26 дворов, в 1887 — 38, в 1936 — 49 хозяйств. В советское время работали колхозы «Волна». «Новая жизнь», «Трудовик». В 2001 году в деревне 27 домов постоянных жителей и 16 домов — собственность наследников и дачников. До 2021 входила в сельское поселение Высоково Рамешковского района до их упразднения.

## Население
Численность населения: 8 человек (1709 год), 177 (1859 год), 239 (1887), 209 (1936), 75 (1989), 53 (карелы 74 %) в 2002 году, 42 в 2010.